# انرژی تفکیک پیوند
انرژی تفکیک پیوند یا D۰ در شیمی، پیمانه‌ای است برای سنجش توان پایداری پیوند در یک پیوند شیمیایی. این انرژی همان آنتالپی استاندارد است هنگامی که یک پیوند با کمک همکافت شکسته شود و محصولات همکافت در صفر مطلق به دست آید. برای نمونه انرژی تفکیک پیوند یک پیوند C-H در اتان (C۲H۶) به صورت زیر است:
CH۳CH۲-H → CH۳CH۲· + H·
D۰ = ΔH = ۱۰۱٫۱ kcal/mol (۴۲۳٫۰ kJ/mol)